# Dietmar Nigsch

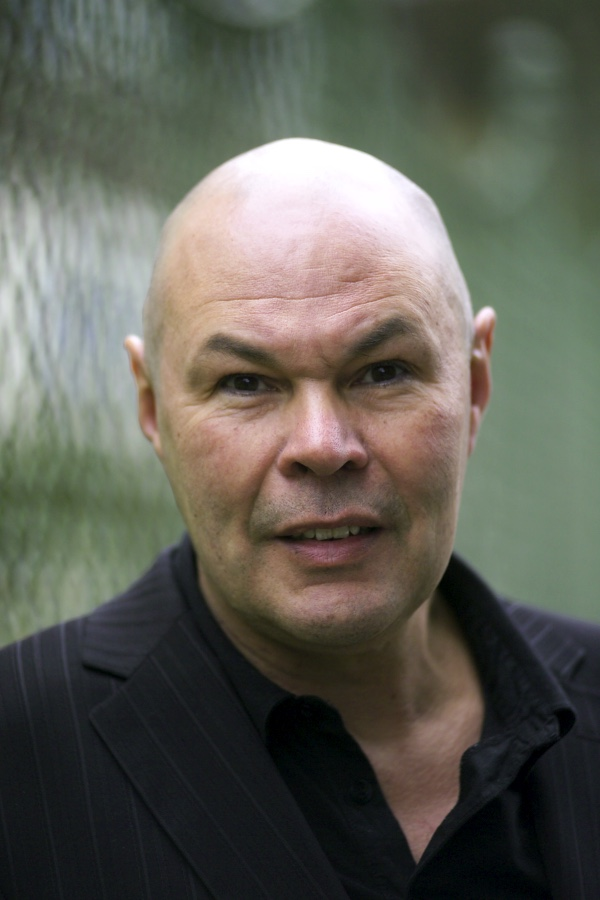
Dietmar Nigsch

Dietmar Nigsch (* 17. Juni 1951 in Bludenz, Vorarlberg) ist ein österreichischer Theater- und Filmschauspieler, Gründer und Festivalleiter des biennalen Kunst- und Kulturfestivals Walserherbst sowie Leiter des Projekttheater Vorarlberg. 

## Leben
Dietmar Nigsch wuchs im Großen Walsertal in Vorarlberg auf, schloss eine Lehre als Einzelhandelskaufmann ab und arbeitete als Kaufmann, Kellner und Sozialarbeiter. Von 1981 bis 1985 absolvierte er eine Schauspielausbildung an der Wiener Kunstschule. Zeitgleich war Nigsch als Schauspieler am Kleinen Theater in der Urania in Wien (1981–1982) und während des Wiener Festwochen Straßentheaterfestivals (1982) aktiv. 1983 gründete er das Kellertheater Spielraum Wien mit und engagierte sich von 1983 bis 1987 sowohl als Schauspieler, als auch als Workshop-Leiter. Seine Bühnenreifeprüfung legte er 1986 in Wien ab.
1988 gründeten Dietmar Nigsch und Sieglinde Müller mit Peter Turrinis Stück Die Wirtin in St. Gerold das Projekttheater Vorarlberg. 1989 übernahm er die Leitung des Ensembles, ab 1995 führt er das Projekttheater gemeinsam mit der österreichischen Theater- und Filmschauspielerin Maria Hofstätter. Die Inszenierung von How much, Schatzi? von H.C. Artmann (Regie: Susanne Lietzow) wurde 2006 mit dem Nestroy-Theaterpreis für die beste Off-Theater-Produktion ausgezeichnet. Weitere Erfolgsproduktionen: Die Präsidentinnen von Werner Schwab, Weiter leben von Ruth Klüger, Ein schöner Hase ist meistens der Einzellne von Philipp Weiss – mit Dietmar Nigsch in der Rolle des Gugging-Künstlers August Walla.
Als Schauspieler arbeitete Dietmar Nigsch u. a. am Theater Spielraum Wien, am Landestheater Vorarlberg, am Theater Phönix Linz und für das Projekttheater Vorarlberg. Zahlreiche Gastspiele in Österreich, Deutschland, Italien und der Schweiz.
Die mangelnde kulturelle Nahversorgung im Großen Walsertal sowie fehlende Auseinandersetzung mit künstlerischer und kultureller Praxis veranlassten Nigsch im Jahr 2004 zur Gründung des Walserherbst. Das biennale Festival für zeitgenössische Kunst und Kultur findet an drei Spätsommerwochen im Biosphärenpark Großes Walsertal, Vorarlberg statt und verknüpft Tradition mit Zeitkultur. Mit seinem kulturellen Engagement hat Nigsch die freie Theater- und Kulturszene in Vorarlberg nachhaltig geprägt.

## Theaterrollen
- 1983 Die Wirtin von Peter Turrini, Theater Spielraum Wien
- 1984 Blut am Hals der Katze von Rainer Werner Fassbinder, Theater Spielraum Wien
- 1984 John in Fräulein Julie von August Strindberg, Theater Spielraum Wien
- 1985 Fred in Wirklich schade um Fred von J.Saunders, Theater Spielraum Wien
- 1986 Bazillus in Der tollste Tag von Peter Turrini, Theater Spielraum Wien
- 1986 Der Präsident oder das Würstchen von F. Scott Fitzgerald, Theater Spielraum Wien
- 1986 Pierre Lannes in Die englische Geliebte von Marguerite Duras, Theater Spielraum
- 1987 Eisenring in Biedermann und die Brandstifter von Max Frisch, Theater Spielraum Wien
- 1987 Rotter von Thomas Brasch, ÖE, Theater Spielraum Wien
- 1989 Wichard in Der Junge im Bus von S.van Lohoizen, Projekttheater Vorarlberg
- 1990 Valmont in Quartett von Heiner Müller, Theater Phönix Linz
- 1991 Lobkowitz in Mein Kampf von George Tabori, Theater Phönix Linz
- 1991 Pfarrer Bley in Tod und Teufel von Peter Turrini, Theater Phönix Linz
- 1992 Herrmann in Volksvernichtung von Werner Schwab, Regie: Werner Schwab, Theater Phönix Linz
- 1995 Ledertyp in Abraham von Felix Mitterer, Theater für Vorarlberg
- 1995 Holdenrieder in Der Drang von Franz Xaver Kroetz, Projekttheater Vorarlberg
- 1997 Grete in Die Präsidentinnen von Werner Schwab, Projekttheater Vorarlberg
- 1998 Boris in Ein Fest für Boris von Thomas Bernhard (LINK), Theater am Kirchplatz im FL-Schaan
- 1999 Kunde in Ich leckte das Deodorant einer Nutte von Jim Cartwright, Projekttheater Vorarlberg
- 1999 Vojin in Familiengeschichten Belgrad von Biljana Srbljanovic, Projekttheater Vorarlberg
- 2000 Schäferhund in Fräulein Braun von Ulrich Hub, Projekttheater Vorarlberg
- 2001 Angst essen Seele auf von Rainer Werner Fassbinder, Projekttheater Vorarlberg
- 2003 Otto in Der Drang von Franz Xaver Kroetz, Projekttheater Vorarlberg
- 2004 März in März von Heinar Kipphardt, Projekttheater Vorarlberg
- 2005 Direktor & Arzt in Musik von Frank Wedekind, Projekttheater Vorarlberg
- 2006 Utterson in Jekyll & Hyde von Robert Woelfl, Projekttheater Vorarlberg
- 2007 Ansel Smith in Killer Joe von Tracy Letts, Projekttheater Vorarlberg
- 2008 Gefängnisdirektor in Die Bettleroper nach John Gay, Projekttheater Vorarlberg
- 2011 Mammy in Vieux Carré von Tennessee Williams, Projekttheater Vorarlberg
- 2014 August Walla in Ein schöner Hase ist meistens der Einzellne von Philipp Weiss, Projekttheater Vorarlberg und Schauspielhaus Wien

### Solostücke
- 1992 Vom Fleischhacken & Liebhaben von Harald Kislinger, Theater Phönix Linz
- 1994 Dreck von Robert Schneider, Projekttheater Vorarlberg
- 1995 Ich, ein Jud von Walter Jens in der Ruprechtskirche Wien, Projekttheater Vorarlberg
- 2002 Franziskus der Gaukler Gottes von Dario Fo in der Johanniterkirche Feldkirch, Projekttheater Vorarlberg

## Filmografie
- 1998: Die Siebtelbauern – Regie: Stefan Ruzowitzky
- 2002: Un peu beaucoup (Ein bisschen viel) – Regie: Marie Kreutzer

## Auszeichnung
- 2008: Ehrengabe des Landes Vorarlberg für Kunst[5]
- 2020: Förderpreis der Internationalen Bodensee-Konferenz (IBK) in der Sparte Kuratieren[6]